# MPEG-H 3D Audio
 (février 2022).
La mise en forme du texte ne suit pas les recommandations de Wikipédia : il faut le « wikifier ».
Les points d'amélioration suivants sont les cas les plus fréquents. Le détail des points à revoir est peut-être précisé sur la page de discussion.
- Les titres sont pré-formatés par le logiciel. Ils ne sont ni en capitales, ni en gras.
- Le texte ne doit pas être écrit en capitales (les noms de famille non plus), ni en gras, ni en italique, ni en « petit »…
- Le gras n'est utilisé que pour surligner le titre de l'article dans l'introduction, une seule fois.
- L'italique est rarement utilisé : mots en langue étrangère, titres d'œuvres, noms de bateaux, etc.
- Les citations ne sont pas en italique mais en corps de texte normal. Elles sont entourées par des guillemets français : « et ».
- Les listes à puces sont à éviter, des paragraphes rédigés étant largement préférés. Les tableaux sont à réserver à la présentation de données structurées (résultats, etc.).
- Les appels de note de bas de page (petits chiffres en exposant, introduits par l'outil «  Source ») sont à placer entre la fin de phrase et le point final[comme ça].
- Les liens internes (vers d'autres articles de Wikipédia) sont à choisir avec parcimonie. Créez des liens vers des articles approfondissant le sujet. Les termes génériques sans rapport avec le sujet sont à éviter, ainsi que les répétitions de liens vers un même terme.
- Les liens externes sont à placer uniquement dans une section « Liens externes », à la fin de l'article. Ces liens sont à choisir avec parcimonie suivant les règles définies. Si un lien sert de source à l'article, son insertion dans le texte est à faire par les notes de bas de page.
- La présentation des références doit suivre les conventions bibliographiques. Il est recommandé d'utiliser les modèles {{Ouvrage}}, {{Chapitre}}, {{Article}}, {{Lien web}} et/ou {{Bibliographie}}. Le mode d'édition visuel peut mettre en forme automatiquement les références.
- Insérer une infobox (cadre d'informations à droite) n'est pas obligatoire pour parachever la mise en page.

Pour une aide détaillée, merci de consulter Aide:Wikification.
Si vous pensez que ces points ont été résolus, vous pouvez retirer ce bandeau et améliorer la mise en forme d'un autre article.
 (août 2024).
Si vous disposez d'ouvrages ou d'articles de référence ou si vous connaissez des sites web de qualité traitant du thème abordé ici, merci de compléter l'article en donnant les références utiles à sa vérifiabilité et en les liant à la section « Notes et références ».
MPEG-H 3D Audio, est une norme de codage audio ISO/IEC 23008-3 (MPEG-H Part 3), développée par l'ISO/IEC Moving Picture Experts Group (MPEG) pour prendre en charge le codage audio en tant que canaux audio, objets audio , ou HOA (High Order Ambisonics), un son enveloppant. MPEG-H 3D Audio peut prendre en charge jusqu'à 64 canaux de haut-parleurs et 128 canaux principaux de codecs. Les objets peuvent être utilisés seuls ou en combinaison avec des canaux ou des composants HOA. L'utilisation d'objets audio permet l'interactivité ou la personnalisation d'un programme en ajustant le gain ou la position des objets lors du rendu dans le décodeur MPEG-H. L'audio est encodé à l'aide d'un algorithme amélioré de transformée en cosinus discrète modifiée (MDCT). Les canaux, les objets et les composants HOA peuvent être utilisés pour transmettre un son immersif ainsi qu'un son mono, stéréo ou surround. Le décodeur MPEG-H 3D Audio restitue le flux binaire à un certain nombre de configurations de haut-parleurs standard ainsi qu'à des haut-parleurs égarés. Le rendu binaural du son pour l'écoute au casque est également pris en charge,.

## Profils
Le profil principal de MPEG-H 3D Audio a cinq niveaux.
| Niveau | Nombre maximum de canaux principaux | Nombre maximum de canaux de haut-parleurs |
| 1      | 8                                   | 8                                         |
| 2      | 16                                  | 16                                        |
| 3      | 32                                  | 24                                        |
| 4      | 64                                  | 24                                        |
| 5      | 128                                 | 64                                        |

La modification 3 de  MPEG-H 3D Audio, fin 2016, définit le profil de complexité basse qui inclut une technologie améliorant l'efficacité du codage et ajoute des possibilités pour l'utilisation dans les technologies de diffusion du son.